# 弗朗西斯科·索拉诺·洛佩斯

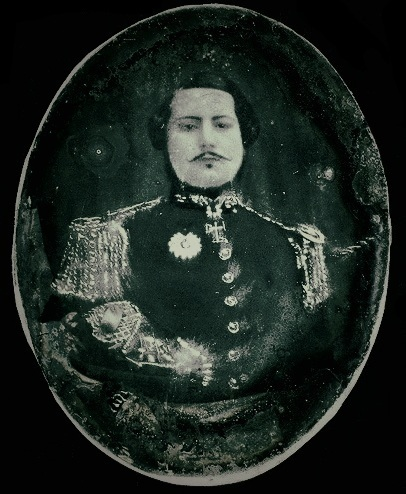
索拉诺·洛佩斯在28岁左右，约1854年

弗朗西斯科·索拉诺·洛佩斯·卡里略（西班牙語：Francisco Solano López Carrillo，1827年7月24日—1870年3月1日），巴拉圭独裁者、总统（1862—1870）。他将巴拉圭拖入战争（三国同盟战争），使得國家几乎被巴西、阿根廷和乌拉圭摧毁。

## 生平
他是独裁者卡洛斯·安东尼奥·洛佩斯的长子，18岁就被父亲授予准将军衔。1853年作为全权公使到英国、法国、意大利等国。他在欧洲购买了大量的武器和军用物资，包括一些轮船，还计划建造一条铁路。他崇拜拿破仑，也对当时的法国皇帝拿破仑三世极为推崇，在自己的军队中装备拿破仑军队的制服。还复制收藏了拿破仑的皇冠。駐法期間，他遇到了巴黎的一個知名交際花，爱尔兰女性埃莉萨·林奇，并把她带回巴拉圭。埃莉萨·林奇成為他的情妇和事实上的第一夫人直到他去世，她依仗權勢大肆斂財並干預政事，也对他后来的雄心勃勃的计划具有强烈影响。
回到巴拉圭后，索拉诺·洛佩斯在1855年成为战争部长，又被他的父亲任命为副总统。1862年9月10日其父去世后，索拉诺·洛佩斯夺取政权。他在军队的支持下，很快确立了自己的最高统治地位。他不懂得韜光養晦，也不知道巴拉圭必須在巴西和阿根廷这两个南美大国的争执中保持中立。在1863年初就与两国发生边界争端，并卷入巴西和阿根廷也参与的乌拉圭的内战。他显然希望在争端中扮演仲裁者的角色，从而主宰拉美的政治事务，结果错综复杂的外交阴谋使巴拉圭在1864年12月与巴西爆發了战争。他要求在阿根廷科连特斯省驻军的权利，这導致阿根廷放棄原來中立的政策，促使巴西、阿根廷和乌拉圭三国于1865年结成軍事同盟，共同反对巴拉圭。虽然洛佩斯在1864年底顺利攻入巴西的马托格罗索省，但隨後在1865年他入侵乌拉圭时却遭到惨败。1866年5月同盟军在图尔普蒂击败洛佩斯的主力，1867年7月攻占乌迈塔要塞。亞松森陷落後洛佩斯被迫撤往巴拉圭北部山區企圖繼續打游擊戰，但最終兵敗被杀。
巴拉圭前特命全权驻日本、中华民国大使索拉諾·羅培士（Miguel Angel Solano López Casco) 是他的玄孙。